# 武田長兵衛
武田 長兵衞（たけだ ちょうべえ）は、武田薬品工業の創業家、武田家の当主が代々、襲名してきた名前である。

## 創業者
創業者・武田長兵衞（寛延3年（1750年） - 文政4年7月10日（1821年8月7日））は寛延3年（1750年）に大和国広瀬郡薬井村（現奈良県北葛城郡河合町薬井）にて竹田徳兵衞の次男として生まれた。幼名は長三郎。宝暦5年（1755年）6歳の時に現在の大阪市中央区博労町の綿商で叔父・河内屋武兵衛の養子になった。14歳の時、養父の河内屋武兵衛が亡くなると、道修町の薬種商を営んでいた近江屋喜助のもとに丁稚奉公に出た。勤勉さを買われ24歳で別居を許され通い番頭となり名を長兵衞と改名する。主家の一族・近江屋平兵衞が亡くなり、実子が幼少だったので28歳でその代判に選ばれた。代判とは、当主が婦人・幼少・老衰・病弱などのため、代わって事業の経営や金銭出納の任務にあたる責任者である。主家である近江屋が不正唐物事件に連座して株（営業権）を取り上げられてしまうが、長年誠実に勤続した長兵衞に報いるために主人は奔走して、仲間株を手に入れてくれた。しばらく代判を続けた後、天明元年（1781年）6月12日、32歳のとき道修町2丁目の堺筋角で薬種仲買商として独立を果たす。これが今日における武田薬品工業の創立記念日とされている。
タケダは昔、近江屋といったので近江商人の出身だと思われがちであるが、これは初代・長兵衞が丁稚奉公した主家が近江日野の出身で屋号を近江屋と言い、養子のかたちで店舗を開いたからで、武田長兵衞自身は大和国の河合出身である。

## 2代目
二代目長兵衞（寛政元年（1789年） - 文政12年8月28日（1829年9月25日））は、薬種仲買のかたわら大名貸をして財をなした。

## 3代目
三代目長兵衞（文政8年（1825年） - 安政6年8月26日（1859年9月22日））は、人間道と商道との真実を追求した「仕法書」、「取締書」や「十ヵ年倹約之事」を定めた。

## 4代目
四代目長兵衞（弘化元年12月19日（1845年1月26日） - 大正14年（1925年）7月6日）は幼名を亀蔵といい、弘化元年（1844年）、三代の代判をつとめていた近江屋長三郎の三男として道修町に生まれた。10歳のとき、京都二条の薬種商松屋喜兵衛方へ丁稚奉公にあがった。本家では三代長兵衞が跡継ぎなく病死し、未亡人が店を取り仕切っていた。そこで亀蔵を後継者に選び四代目長兵衞を襲名させた。17歳だったから、慣例により代判が置かれた。
この時はちょうど幕末の混乱期で、従来の経営を維持していくことは相当に困難だったが、それにもかかわらず得意先をふやしている。しかし営業上の難しさの上、御用金や上納金の徴収があり、経営ははなはだ苦しくなっていた。明治維新を迎えたのは長兵衛が25歳のときだった。明治以降はしだいに洋薬を取り扱うようになり、和漢薬と洋薬の二本建てからついに洋薬一本に切りかえた。明治4年（1871年）5月の「戸籍法」公布により、近江屋長兵衞は武田姓を名乗ることとなった。そのころには、横浜の近江屋嘉兵衛（友田嘉兵衛）から洋薬を大坂に引き取り、取引高が大きくなった。長兵衞は困難な時期に家業をよく保ち、堅実を旨とし、積極的に洋薬の輸入に着目して、今日の基盤を確立した。
長男に長兵衛の名を譲った後は長四郎と名乗った。大正13年（1924年）に緑綬褒章を受章。

## 5代目
五代目長兵衞（1871年1月17日（明治3年11月27日） - 1959年8月4日）は、明治3年（1870年）四代目の長男として生まれ、幼名は重太郎といった。13歳のころから店員とともに薬品の荷揃えや荷造りなどの仕事にたずさわり、かたわら漢字や英語を学んだ。19歳のとき、神奈川県横浜・東京へ出張し滞在すること1ヵ月半。外国商館を歴訪し、つぶさに薬種貿易についての見聞をひろめた。その外国商館との交渉経過を「約定帳」に克明に記載している。このように和漢薬種商から洋薬商への発展に早くから努力し、明治28年（1895年）には大阪府大阪市北区の内林製薬所を武田専属工場として経営し、その念願であった医薬品の国産自給への第一歩をふみだした。
明治37年（1904年）12月、五代目を相続したころは、ちょうど日露戦争の最中で、家業は次第に発展したが、明治40年（1907年）には武田薬品試験部を創設して、優秀な医薬品を提供することに努めた。さらに大正3年（1914年）武田研究部と、大正4年（1915年）武田製薬所を創設して、日本薬局の製造や新薬の創製研究に全力をつくし、武田の基礎を築き、大正14年（1925年）には株式会社武田長兵衞商店を創立して、大きな発展を続けた。そして昭和18年（1943年）、武田薬品工業と改称している。長兵衞を長男に譲ると、和敬という隠居名に代え、和敬翁と呼ばれた。昭和34年（1959年）8月4日、90歳で逝去した。
五代目はその家業を大いに発展させた人である。必要な事業研究には巨費を惜しまず、また文化的事業にも浄財を分かち、多くの事績をのこした。武田は、創業以来、聖徳太子の十七条憲法に基調をなし、｢事業は人なり、しかも人の和なり｣ を掲げており、1940年（昭和15年）、社是｢規」（のり）を明文化、「公（おほやけ）に向ひ国に奉ずるを第一義とすること」等、明記した。また、五代目は、武田家の家訓として、「運・根・鈍」の言葉を大事にした。
明治から大正にかけて、東京都中央区日本橋本町の薬種問屋のいわば、小西新兵衛商店（現在の武田薬品工業株式会社グローバル本社）・鳥居徳兵衛商店（現在の鳥居薬品株式会社本社）であった。大阪の武田長兵衞商店（現在の武田薬品工業株式会社大阪本社）・塩野義三郎商店（現在の塩野義製薬株式会社本社）・大阪製薬株式会社（現在の住友ファーマ株式会社大阪本社）・田邊五兵衛商店（現在の田辺三菱製薬株式会社本社）とが、輸入洋薬の相場を支配していた。

## 6代目
六代目長兵衞（1905年4月29日 - 1980年9月1日）は、五代目の長男である。大阪市出身。1927年に慶應義塾高等部を卒業。幼名は、武田鋭太郎。1943年（昭和18年）に武田長兵衞商店が武田薬品工業に改称するのとともに社長に就任し、六代目長兵衞を襲名した。在任中は経営の多角化・近代化を推進し、1954年（昭和29年）発売のビタミンB1主薬製剤「アリナミン」などでの成功によって武田薬品工業を業界トップに押し上げた。1974年（昭和49年）、創業以来初めて武田家以外の者（従弟の小西新兵衛）に社長職を譲り、自身は会長に就任した。1948年11月に紺綬褒章を受章し、1962年に藍綬褒章を受章し、1976年4月に勲二等旭日重光章を受章した。

## 7代目
六代目の長男で副社長を務めた武田彰郎（1934年1月10日 - 1980年2月3日）が社長就任とともに七代目を襲名する予定であったが、就任予定の前年の1980年（昭和55年）2月、ジョギング後に体の不調を訴えて急逝した（六代目長兵衛も同年に死去）。当時の社長の小西新兵衛は六代目の三男の國男を後継者として指名した。1993年に國男は社長に就任したが、長兵衞の名は襲名しなかった。